# Trachelanthamidin
Trachelanthamidin ist ein einfaches Pyrrolizidinalkaloid, das bei der Biosynthese verschiedener anderer Pyrrolizidinalkaloide auftritt.

## Vorkommen

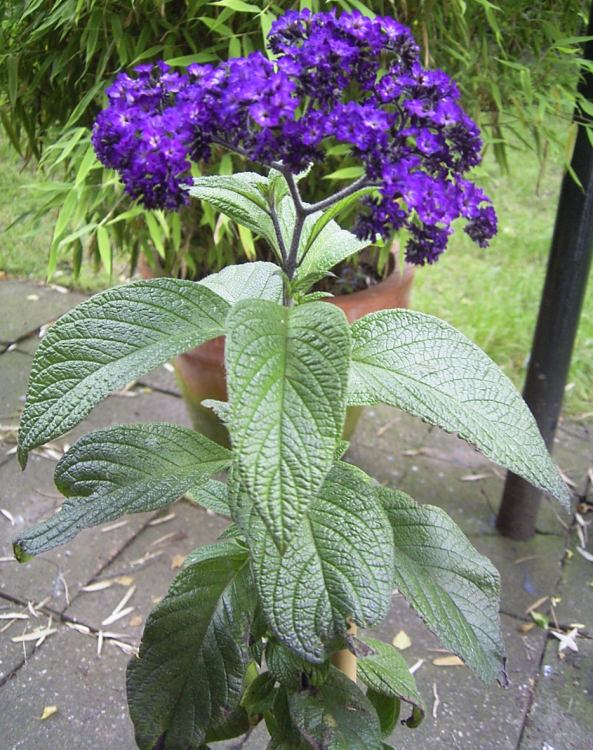
Sonnenwende (Gattung Heliotropium)

Trachelanthamidin wurde vor allem in Arten der Gattung Heliotropium nachgewiesen, zum Beispiel in den Wurzeln von Heliotropium strigosum oder Eupatorium maculatum.

## Synthese
Es gibt verschiedene Wege zur Synthese von Trachelanthamidin. Man kann von N-(4-Methoxyphenyl)-2-[(4-methylphenyl)sulfonyl]acetamid und Ethyl-(2Z)-4-(benzyloxy)-2-brom-2-butenoat ausgehen. Diese beiden Edukte werden zuerst anelliert und danach intramolekular cyclisiert. Man erhält ein Isomerengemisch. Eine relativ simple Synthese erzeugt aus γ-Chlorbutyraldehyd und Triethylphosphonoacetat ein Produkt, welches mit Aziridin umgesetzt wird. Daraus kann mittels mehrerer Zwischenschritte Trachelanthamidin gewonnen werden. Auch 4-Nitrobutanalethylenacetal, welches durch Reaktion von Acrolein, Nitromethan, Ethylenglycol und einem Katalysator erhalten werden kann, ist als Ausgangsprodukt geeignet.